# Hugh de Morville, Lord Cunningham
Hugh de Morville, lord Cunningham (Morville, ... – 1162), fu un cavaliere e nobile normanno, signore di Cunningham e Lauderdale, al servizio di Davide I di Scozia.

## Biografia
Proveniente da Morville, nel 1106 si unì alla guardia francese al seguito di re Davide. Nel 1113 Davide divenne, per matrimonio, conte di Huntingdon e Northampton e principe dei Cumbri. Rincompensò allora i suoi vassalli più fedeli, riservando a Hugh i feudi di Bozeat e Whissendine, nella contea di Huntingdon, e le baronie di Lauderdale e Cunningham, in Scozia. Nel 1136 fu nominato signore di Appleby e nel 1138 divenne Connestabile di Scozia (Lord High Constable of Scotland). Nel 1150 fondò l'abbazia di Dryburgh.
Sposò Beatrice, una ricca ereditiera, da cui ebbe il figlio Richard de Morville e l'omonimo Hugh de Morville, lord Westmorland.